# Christian Wilhelm (Handballspieler)
Christian Wilhelm (* 13. April 2002) ist ein deutscher Handballspieler, der beim Zweitligisten HSG Nordhorn-Lingen unter Vertrag steht.

## Karriere

### Im Verein
Wilhelm begann das Handballspielen beim TSV Nord Harrislee. Nachdem sich der Kreisläufer im Jahr 2014 der Jugendabteilung der SG Flensburg-Handewitt angeschlossen hatte, wechselte er fünf Jahre später in die Nachwuchsabteilung des TSV Bayer Dormagen.
Wilhelm bestritt in der Saison 2020/21 beim TSV Dormagen seine ersten Spiele in der 2. Bundesliga. Im Sommer 2021 wechselte er zum Ligakonkurrenten HC Empor Rostock. In der Abstiegssaison 2022/23 erzielte er 96 Treffer für Rostock. Anschließend schloss er sich dem Zweitligisten TUSEM Essen an. Seit dem Sommer 2025 steht er beim Zweitligisten HSG Nordhorn-Lingen unter Vertrag.

### In Auswahlmannschaften
Wilhelm bestritt seine ersten Länderspiele für die deutsche Jugendnationalmannschaft. Für die deutsche Juniorennationalmannschaft nahm er im Juli 2022 bei der U-20-Europameisterschaft erstmals an einem Großturnier teil, das die deutsche Auswahl auf dem siebten Platz abschloss. Im darauffolgenden Jahr gewann er mit der deutschen Juniorenauswahl die Goldmedaille bei der U-21-Weltmeisterschaft. Wilhelm erhielt in erster Linie Einsatzzeiten in der Abwehr und bildete gemeinsam mit Justus Fischer den Mittelblock der 6:0-Abwehr.